# Lope Ferrench I de Luna
Lope Ferrench I de Luna (Huesca, 1134 o 1136) fue un caballero aragonés del linaje de los Luna. 

## Biografía
Cabeza de la rama de los Ferrench de Luna de la casa de Luna, era el hijo primogénito de Bacalla de Luna, I señor de Luna, y de su esposa Sancha Sánchez.
II señor de Luna en calidad de tenente.
Se casó con Urraca Atarés, con quién concibió a Pedro López de Luna, que fue el III señor de Luna.
Según la Crónica de San Juan de la Peña luchó junto a su padre y hermano Gómez I de Luna en Batalla de Alcoraz el 15 de noviembre de 1096.
Dacapitado en la Campana de Huesca en 1134 o 1136 según la leyenda.